# Croton ysabelae
Espèce
Croton ysabelae est une espèce de plantes à fleurs du genre Croton et de la famille des Euphorbiaceae, présente dans les îles Salomon.